# Островачко-котленички каменоресци
Островачко-котленички каменоресци по тематским, стилским и техничко-занатским карактеристикама представљају засебну и веома компактну групу. Споменици су им расути су по гробљима рудничког Поморавља (селима између Мораве и реке Груже), па све низ побрђе Вујна, Острице, шумадијског Буковика и Котленика. Граница између островачко-котленичке и таковске стилске групе углавном је на линији Срезојевци - Горњи Милановац - Враћевшница.
Први „спомењари” појављују се половином 19. века у селима Вујетинци и Остра, познатим по мајданима квалитетног камена. У ову групу спадају и каменоресци из околних села Мрчајевци, Бечањ, Бресница и Горња Трепча, као и они из котленичких села од Гунцата до Сирче.

## Островачко-котленички каменоресци

### Истакнути представници
- Лазо Миловановић (? -1874) из Вујетинаца

- Гајо Јовановић (1839-1880) из Опланића

- Богољуб Тодоровић (1903-1989) из Остре

### Мање познати мајстори
Село Остра познато је по каменоресцима из фамилија Тодоровић и Таловић. У котленичке мајсторе спадају Василије Плескоња и Живојин Пауновић из Лађеваца и Матија Здравковић из Трговишта. Из гружанског краја најпознатији је Милоје Божовић из села Гунцати.